# Western Springs (Illinois)
Western Springs es una villa ubicada en el condado de Cook en el estado estadounidense de Illinois. En el Censo de 2010 tenía una población de 12975 habitantes y una densidad poblacional de 1.794,3 personas por km².

## Geografía
Western Springs se encuentra ubicada en las coordenadas 41°48′8″N 87°54′2″O / 41.80222, -87.90056. Según la Oficina del Censo de los Estados Unidos, Western Springs tiene una superficie total de 7.23 km², de la cual 7.23 km² corresponden a tierra firme y (0%) 0 km² es agua.

## Demografía
Según el censo de 2010, había 12975 personas residiendo en Western Springs. La densidad de población era de 1.794,3 hab./km². De los 12975 habitantes, Western Springs estaba compuesto por el 96.76% blancos, el 0.35% eran afroamericanos, el 0.08% eran amerindios, el 1.39% eran asiáticos, el 0.01% eran isleños del Pacífico, el 0.53% eran de otras razas y el 0.88% pertenecían a dos o más razas. Del total de la población el 2.78% eran hispanos o latinos de cualquier raza.